# Bureau d'audiences publiques sur l'environnement
Pour les articles homonymes, voir BAPE.
Le Bureau d'audiences publiques sur l'environnement (BAPE) est un organisme impartial du gouvernement du Québec, fondé en 1978, qui relève du ministre de l'Environnement, de la Lutte contre les changements climatiques, de la Faune et des Parcs. La mission du BAPE est d'informer et de consulter la population, d'enquêter sur les dossiers qui lui sont confiés et, enfin, d'éclairer la prise de décision gouvernementale en transmettant au ministre des analyses et des avis qui prennent en compte les 16 principes du développement durable. Le BAPE permet aux citoyens de s'informer et d'exercer leur droit de parole sur les aspects écologiques, sociaux et économiques de divers projets. Les mandats qu'il reçoit portent sur divers projets assujettis à la procédure d'évaluation et d'examen des impacts sur l'environnement définie par la Loi sur la qualité de l'environnement et sur toute question relative à l'environnement qui pourrait avoir des répercussions sur leur milieu ou sur leur qualité de vie. Cet organisme existe en vertu de l'article 6.1 et suivants de la Loi sur la qualité de l'environnement .
Les dossiers soumis le plus souvent au BAPE portent sur des projets routiers, énergétiques (lignes électriques, parcs éoliens, barrages, pipelines), industriels miniers ou d'élimination de matières résiduelles. Plusieurs mandats de type générique lui sont également confiés sur divers sujets, soit les déchets dangereux, la gestion de la forêt publique, les matières résiduelles, la gestion de l'eau, la production porcine, le gaz de schiste, l'extraction de l'uranium et la gestion de l'amiante et des résidus amiantés.

## Rôle
La création du BAPE en 1978 s'inscrit dans la foulée des lois qui se mettent en place dans les années qui ont suivi l'adoption du National Environmental Policy Act of 1969 par le Congrès américain. Au Québec, la Loi sur la qualité de l'environnement (LQE) en 1972 et d'une procédure d'évaluation et d'examen des impacts environnementaux à compter de 1975.
En plus des éléments traditionnels considérés dans ce type de démarche, Gariépy, Souberyan et Domon (1986) soulignent que la procédure se démarque de la pratique américaine sur trois points :
- la désignation de certaines catégories de projets qui doivent être assujettis à la procédure;
- la participation du ministère de l'Environnement dans la gestion et l'émission d'une directive précisant la portée de l'étude d'impact;
- un organisme semi-autonome qui rassemble les opinions soumises par le public et qui achemine constats et recommandations au gouvernement, le BAPE[2].

Selon les auteurs, cette procédure est plus contraignante pour les maîtres d'œuvre : ils doivent proposer des projets plus respectueux de l'environnement et tenir compte des préoccupations des citoyens.

## Historique
La création formelle du BAPE, en décembre 1978 a été précédée d'un rapport précurseur, sur le projet de construction de l'autoroute Dufferin-Montmorency le long de la baie de Beauport à Québec,.
Au cours de ses deux premières années de fonctionnement a d'abord dû convaincre les grands donneurs d'ordre du secteur public que sont le ministère des Transports et de la Mobilité durable, le ministère des Ressources naturelles et des Forêts et Hydro-Québec. Le gouvernement adopte deux règlements portant sur les règles entourant l'évaluation des impacts et les règles de procédures des audiences publiques en 1980 et le BAPE mène deux enquêtes générales et trois enquêtes avec audiences publiques au 31 mars 1981.

## Les travaux du BAPE

### La période d’information publique
La période d'information publique d'une durée de 30 jours, vise à informer la population sur un projet et ses répercussions sur le milieu. C'est au cours de cette période que toute personne, tout groupe, tout organisme ou toute municipalité peut faire une demande de consultation publique ou de médiation au ministre de l'Environnement et de la Lutte contre les changements climatiques.
Afin de faciliter la participation des citoyens, le BAPE ouvre un centre de consultation dans la région visé par le projet et tient une séance publique d'information à laquelle les citoyens sont invités. À cette occasion l'initiateur du projet présente son projet et le BAPE explique le procédure d'évaluation et d'examen des impacts sur l'environnement ainsi que son rôle. Ces présentations sont suivies d'une période de questions.

### L'audience publique
L'audience publique a lieu après la période d’information publique, à la suite d'une demande d’un citoyen, d’un groupe ou d'une municipalité que le ministre de l'Environnement et de la Lutte contre les changements climatiques n'a pas considérée comme étant frivole. Le président du BAPE constitue alors une commission d'enquête chargée d'accomplir le mandat et de rédiger un rapport à l'intention du ministre. Les commissions du BAPE ont un pouvoir d'enquête, ce qui leur permet de questionner quiconque ayant la possibilité de leur apporter un éclairage et d'exiger le dépôt de documents pour l'analyse des dossiers.
L'audience publique se déroule sur une période de 4 mois et se tient en deux parties : la première permet de répondre aux questions du public et de la commission sur les enjeux soulevés ; la deuxième permet aux citoyens d'exprimer leurs opinions par une présentation verbale ou par le dépôt d'un mémoire. Le président de la commission anime les séances publiques et les commissaires posent des questions et interagissent avec le public pour l'accompagner dans leur exercice citoyen et pour faire avancer l'enquête.

### La consultation ciblée
Ce type de mandat, d’une durée de 3 mois, peut s’appliquer lorsque les préoccupations soulevées sont limitées ou circonscrites. La consultation ciblée se déroule en une seule partie durant laquelle les participants peuvent poser des questions et exprimer leurs opinions. Les commissaires y jouent le même rôle que dans l’audience publique.

### La médiation
La médiation est un processus de règlement des conflits qui fait appel à la négociation pour rapprocher les parties. Ce processus d'une durée de 2 mois peut s'avérer avantageux lorsque la justification du projet n'est pas remise en question et que les différends paraissent pouvoir être réglés par le dialogue.

### Les mandats confiés directement par le ministre
Le ministre peut aussi demander au BAPE d’enquêter, avec ou sans séances publiques, sur toute question relative à la qualité de l’environnement. Ce type de mandat peut être à portée large, comme la production porcine, ou circonscrite à un aspect précis et localisé. Le BAPE peut également recevoir un mandat en vertu de la Loi sur la conservation du patrimoine naturel ou de la Loi sur les parcs. Le processus de consultation associé à ces mandats peut être adaptés à la nature du mandat.

### La décision
À la fin d'un mandat, le rapport du BAPE est remis au ministre de l’Environnement et de la Lutte contre les changements climatiques, qui, dans le cas des projets assujettis à la procédure d'évaluation et d'examen des impacts sur l'environnement, a 15 jours pour le rendre public.
Le BAPE n'a pas le pouvoir d'autoriser ou de refuser un projet. Il appartient au ministre de formuler des recommandations au Conseil des ministres, qui prend la décision finale.

## Les critiques
Bien que le BAPE soit une institution respectée au Québec, quelques critiques subsistent quant à son fonctionnement. D’un côté, certaines personnes trouvent que, malgré la volonté de laisser davantage de place aux citoyens, le fardeau de la preuve reste toujours entre les mains de l'initiateur d'un projet. Les citoyens sont toujours en position de critique et ne peuvent réellement participer à l’élaboration du projet. Lorsqu’un projet est analysé par le BAPE, il est déjà très bien ficelé et généralement, il y a peu de possibilités d’y avoir des changements majeurs. Pour remédier à cette critique, le ministère de l'Environnement et de la Lutte contre les changements climatiques, dans la foulée des modifications à la Loi sur la qualité de l’environnement, a ajouté une consultation en amont de la rédaction de l’étude d’impact de l’initiateur de projet[réf. souhaitée]. Les citoyens peuvent donc faire part au MELCC de leurs préoccupations sur les enjeux d’un projet avant son élaboration.
Deux critiques de la procédure de consultation publique québécoise formulées par les auteurs Mario Gauthier et Louis Simard ont trait à sa capacité d'apprentissage des expériences passées et à son caractère trop formel. Ils avancent que la capacité du BAPE de mettre en place des dispositifs qui permettraient de favoriser la mise en commun des expériences et de tirer des enseignements apparaît plutôt faible. Les initiateurs avancent que plusieurs débats se répètent et les mêmes points y sont abordés à chaque audience publique. Il pourrait y avoir une façon de concilier les expériences passées et ainsi sauver du temps et de l'énergie à l'étape de la réalisation de l'étude d'impact. La deuxième critique est celle relative à son caractère trop formel: Souvent qualifiée de « quasi judiciaire », la pratique du BAPE s’approche de celle des tribunaux, et selon certains, il aurait pu en être autrement L’organisation de l’espace, le déroulement de l’enquête, la formule des  questions/réponses, les audiences en deux parties et le pouvoir d’enquête des commissaires seraient à l’origine du caractère parfois lourd et formel des audiences publiques, ce qui laisse difficilement place à une discussion plus libre entre les participants et selon les caractéristiques de chaque projet .
La procédure de médiation est aussi remise en question. Cette possibilité d’éviter les audiences publiques est souvent perçue comme une voie rapide pour éviter de créer trop de remous avec un projet. De plus, la résolution d’un conflit lors de la médiation ne signifie pas que le projet réponde à l’intérêt général du Québec. Il s’agit plutôt du fruit de la négociation entre l'initiateur du projet et l’organisme plaignant.
Finalement, à l’opposé des premières critiques, certaines personnes pensent que la culture du consensus au Québec prend de plus en plus de place aux dépens de l'efficacité. En passant systématiquement tous les projets à la consultation publique, on retarde la mise en œuvre de projets intéressants pour le Québec. C’est l'une des critiques qu’avait faite André Caillé dans une sortie médiatique controversée en novembre 2006. Il affirmait alors que « l'organisme paralyse toute tentative de développement au Québec »
. Certains critiquent le caractère conflictuel des débats qui mènent parfois à des blocages. Il y aurait une tendance à l'émergence de plusieurs dispositifs participatifs, plus fermés et orientés vers la recherche du consensus qui ont vu le jour afin d’atténuer ou de contourner les conflits et de rendre la participation publique plus prévisible .

## Présidents du BAPE
Les personnes suivantes ont occupé la présidence du BAPE depuis sa création :
- 1979-1982 : Michel Lamontagne
- 1982-1983 : P.-Réal L'Heureux
- 1983-1987 : André Beauchamp
- 1987-1989 : Victor C. Goldbloom
- 1990 : Michel Dorais
- 1991-1995 : Bertrand Tétreault
- 1995-1997 : Claudette Journault
- 1997-2005 : André Harvey
- 2005-2007 : William J. Cosgrove
- 2007-2012 : Pierre Renaud
- 2012-2017 : Pierre Baril
- 2017-2022 : Philippe Bourke
- 2022-2023 : Marie-Hélène Gauthier (par intérim)
- 2023- : Alain R. Roy